# Claus von Bülow
Claus von Bülow (11 de agosto de 1926 – 25 de maio de 2019), nascido Claus Cecil Borberg, foi um socialite dinamarquês-britânico. Ele foi condenado pela tentativa de homicídio de sua esposa, Sunny von Bülow (nascida Martha Sharp Crawford, 1932–2008), em 1979, que a induziu a um coma temporário, bem como overdose de insulina em 1980, que a deixou em estado vegetativo persistente pelo resto de sua vida. No recurso, no entanto, ambas as condenações foram revertidas, e ele foi considerado inocente em seu segundo julgamento.

## Biografia
Nascido como Claus Cecil Borberg, era filho de Jonna von Bülow af Plusskow (1900–1959) e do dramaturgo dinamarquês Svend Borberg (1888–1947). Seu pai foi considerado um colaborador nazista por suas atividades durante a Segunda Guerra Mundial na ocupação alemã da Dinamarca. Depois de se formar em direito e se tornar um aprendiz, Claus escolheu ser conhecido por seu sobrenome materno, Bülow, em vez do sobrenome de seu pai, Borberg. Sua mãe era filha de Frits Bülow af Plüskow, ministro da justiça de 1910 a 1913 e presidente da câmara superior do parlamento dinamarquês de 1920 a 1922, membro da antiga nobre família dinamarquesa-alemã Bülow, originalmente de Mecklemburgo.
Claus se formou no Trinity College, em Cambridge, e exerceu a advocacia em Londres nos anos 1950, antes de trabalhar como assistente pessoal de Jean Paul Getty. Enquanto exercia uma variedade de funções para Getty, Claus se familiarizou muito com a economia da indústria do petróleo. Getty escreveu que ele mostrou "notável tolerância e boa natureza", permanecendo no trabalho até 1968. Em 6 de junho de 1966, Claus se casou com Sunny, a ex-esposa americana do príncipe Alfred de Auersperg. Sunny já tinha um filho e uma filha de seu primeiro casamento; juntos, tiveram uma filha, Cosima von Bülow, nascida em 15 de abril de 1967 em Nova Iorque. Cosima casou com o conde italiano Riccardo Pavoncelli em 1996.

## Condenações
Em 1982, Claus foi preso e julgado pelas duas tentativas de assassinato de Sunny em dois anos consecutivos. A principal evidência médica contra ele era que Sunny tinha baixo nível de açúcar no sangue, comum em muitas condições, mas um exame mostrou um alto nível de insulina. O teste não foi repetido. Uma agulha e um frasco de insulina foram usados como provas contra Claus no tribunal, com a acusação alegando que ele os haviam usado para tentar matar sua esposa.  No julgamento em Newport, Rhode Island, o mesmo foi considerado culpado e sentenciado a 30 anos de prisão; ele apelou, contratando o professor de direito de Harvard, Alan Dershowitz, para representá-lo. Dershowitz serviu como consultor da equipe de defesa, liderada por Thomas Puccio, ex-promotor federal. A sua campanha para absolver Claus foi assistida por Jim Cramer, além do governador e procurador-geral de Nova Iorque Eliot Spitzer, que eram então estudantes da Escola de Direito de Harvard. Dershowitz e sua equipe se concentraram na descoberta da bolsa contendo as seringas e a insulina.
A família de Sunny contratou um investigador particular para analisar o caso. O investigador, Edwin Lambert (um associado do advogado de Claus, Richard Kuh), foi informado por vários membros da família e uma empregada que Claus tinha sido visto trancando um armário na casa de Newport que antes era sempre mantido aberto. A família contratou um serralheiro para dirigir-se até a mansão, com a intenção de abrir o armário para verificar o que ele continha. Eles mentiram para o serralheiro, dizendo que eram os donos. No entanto, o homem insistiu que tentassem encontrar a chave e, depois de procurar, Kuh a encontrou na mesa de Claus. Neste ponto, de acordo com os três entrevistados, o serralheiro foi pago e saiu antes do armário ser aberto, porém os mesmos se retratasse dessa versão mais tarde e insistiram que o homem estava presente. Foi no armário que a principal evidência contra Claus foi encontrada. Em 1984, as duas condenações do primeiro julgamento foram revertidas pela Suprema Corte de Rhode Island. Em 1985, após um segundo julgamento, Claus foi considerado inocente de todas as acusações.
No segundo julgamento, a defesa chamou oito especialistas médicos, todos professores universitários, que testemunharam que os dois comas de Sunny não haviam sido causados pela insulina, mas por uma combinação de drogas ingeridas (não injetadas), álcool e problemas crônicos de saúde. Os especialistas foram John Caronna (neurologista, da Universidade Cornell); Leo Dal Cortivo (ex-presidente da Associação de Toxicologia dos EUA); Ralph DeFronzo (da Universidade Yale); Kurt Dubowski (patologia forense, Universidade de Oklahoma); Daniel Foster (Universidade do Texas em Austin); Daniel Furst (Universidade de Iowa); Harold Lebovitz (diretor de pesquisa clínica da Universidade Estadual de Nova York); Vincent Marks (bioquímica clínica, vice-presidente do Colégio Real de Patologistas e presidente da Associação de Bioquímica Clínica); e Arthur Rubinstein (Universidade de Chicago).
Cortivo declarou que a agulha hipodérmica com insulina teria sido mergulhada na insulina, mas não injetada, assim, não apresentava a substância em seu interior. Evidências também mostraram que a internação de Sunny, três semanas antes do coma, mostrou que ela havia ingerido pelo menos 73 comprimidos de aspirina, uma quantidade que só poderia ter sido autoadministrada e que indicava seu estado de espírito. Alan Dershowitz, em seu livro Taking the Stand, escreve sobre o jantar de Claus depois que ele foi inocentado. Dershowitz disse que não compareceria se fosse uma "festa da vitória" e Claus assegurou-lhe que era apenas um jantar para "vários amigos interessantes". Norman Mailer também compareceu ao encontro e conforme relatou Dershowitz, ele segurou o braço de Norris Church, sua esposa, e disse: "Vamos sair daqui. Eu acho que esse cara é inocente. Eu pensei que íamos jantar com um homem que realmente tentou matar sua esposa. Isso é chato".